# 서영수 (시인)
서영수(1937년 3월 16일 ~ 2020년 8월 25일)는 대한민국의 현대시인이자 문학단체인이다.

## 생애
시인 서영수는 1937년 3월 16일날 경상북도 경주시에서 태어나서, 중앙대학교 문예창작과를 졸업하였다. 졸업 후, 1972년에 현대시학에 등단하여, 1992년 경주시 문화상, 2012년 제 48회 한국 문학상을 수상하였다. 현재 그는 동리 목월 문학관에서 부회장 및 상임이사를 담당하며 한국예술문화단체총연합회의 회장직을 맡고 있다.

## 대표작
- 바람의 고향 (2011)
- 낮달 (1979)
- 동전시초 (1985)
- 경주하늘 (1990)
- 선도산 일기 (1994)
- 엊저녁 달빛 (1997)
- 사랑하는 이의 흔적은 소중한 유품이다 (1998)
- 샌퀸틴 감옥의 얼간이들 (1994)